# 1976 у коміксах

## Події

### Увесь рік
- American Splendor, давній автобіографічний комікс Гарві Пекара, публікує свій дебютний номер.
- Fantagraphics Books, Inc., заснована Гарі Гротом і Майклом Катроном .
- Bloodstar, заснований на новели Роберта Е. Говарда та проілюстрований Річардом Корбеном, опублікований Morning Star Press. Можливо, це перший графічний роман, який у друкованому вигляді називав себе «графічним романом». [1]
- Чандлер: Червоний приплив, ілюстрований роман Джима Стеранко, опублікований Pyramid Books .
- Видання Flying Buttress Publications (пізніше відоме як NBM Publishing ) засновано Террі Нантьєром у Сірак’юсі, Нью-Йорк .
- Superman vs. the Amazing Spider-Man, перший великий міжфірмовий кросовер, видається спільно DC Comics і Marvel Comics .
- Опубліковано останній епізод серії коміксів Гаррі Ханана «Луї» .

### січень
- Дженет Кан замінює Карміне Інфантіно на посаді видавця та редакційного директора DC Comics .
- DC відроджує All Star Comics із випуском №58, продовжуючи нумерацію з оригінальної серії 1940 року (ігноруючи нумерацію з All-Star Western ). Автор: Джеррі Конвей, малюнки Ріка Естради та Воллі Вуда . [2]
- З випуском №244 — після восьмирічної перерви — DC відроджує Blackhawk, який розпочався в 1944 році під Quality Comics, був придбаний DC у 1957 році та припинив видаватись у 1968 році .
- Виходить Marvel Super Action, одноразовий фільм Curtis Magazine, редагований Арчі Гудвіном .
- Перший епізод « Мавпи » ( Lo scimmiotto ) Сільверіо Пісу та Міло Манари, адаптації китайської класичної п’єси «Подорож на Захід», з’являється в італійському журналі alterlinus .
- У Франції «Адель і чудовисько», перший альбом «Надзвичайних пригод Адель Блан-Сек» Жака Тарді, випущений Casterman .

### березень
- 1 березня : Перший епізод «Герметичного гаража » Мебіуса попередньо опубліковано в Métal Hurlant . [3] [4]
- 14 березня : У Topolino серіалізовано перший епізод «Забудькуватого героя» Джорджіо Пеццина та Джорджіо Каваццано .
- DC Comics підвищує ціни на свої стандартні комікси з 25 центів до 30 центів, зберігаючи кількість сторінок на рівні 36.
- Джеррі Конвей змінив Марва Вулфмана на посаді головного редактора Marvel Comics у березні 1976 року [5] але утримував цю посаду лише ненадовго, покинувши посаду до кінця місяця, його змінив Арчі Гудвін .
- Воєначальник з випуском №2 (дата обкладинки березень/квітень) переривається до жовтня/листопада (DC Comics).

### квітень
- У випуску №45 DC відроджує Metal Men, який сам по собі був відродженням 1973 року серії 1963 року, яка припинила виходити в 1969 році .
- У Франції «Демон Ейфелевої вежі» Жака Тарді, другий альбом «Надзвичайних пригод Адель Блан-Сек», випущений Casterman .
- 25 квітня : Перший епізод історії про Астерикса «Обелікс і компанія», створений Ґоссінні та Удерзо, опубліковано в Nouvel Observateur .

### Може
- Вінс Коллетта призначений арт-директором DC Comics .

### червень
- 19 червня : Останній епізод фільму Жана-П’єра Жирера On à Volé la Coupe Stanley вийшов у серіал у La Presse . [6]
- Даян Нумін і Алін Комінскі випускають одноразовий комікс Twisted Sisters, виданий Last Gasp. [7] [8]
- Супермен №300: "Супермен, 2001!" — уявна історія про Супермена, який прийшов на Землю в 1976 році — Кері Бейтс, Елліот С! Меггін, Курт Свон і Боб Окснер . (DC Comics)
- Star Spangled War Stories #200, присвячений невідомому солдату та ворожому асу, редагував Джо Орландо . (DC Comics)
- Неймовірний Халк №200: "Зловмисник у розумі!" Лен Вайн, Сал Бушема та Джо Стейтон . (Комікси Marvel)

### липень
- 29 липня : опубліковано перший епізод фільму «Леонардо » Філа Коллінза. [9]
- 31 липня : Міккі Фінн Ланка Леонарда завершується після 40 років синдикації. [10]

### Серпень
- Капітан Америка №200: спеціальний випуск до 200-річчя, Джек Кірбі та Френк Джакоя .
- «Люди Ікс» №100: «У більшої любові немає Людини Ікс...» Кріса Клермонта та Дейва Кокрама .
- У випуску №90 DC відновлює назву Green Lantern (назвавши її Green Lantern, разом із Green Arrow ), яка почалася в 1960 році та припинилася в 1972 році .
- Супермен №302: перший номер із відновленим кредитом, що Супермен був «створений Джеррі Сігелем і Джо Шустером». [11]
- Перші стрічки Nilus братів Орігоне з’явилися в італійському журналі Il mago . [12]

### Вересень
- 25 вересня : вийшов перший номер британського комікс-журналу Roy of the Rovers . Він діятиме до 1993 року.
- Школа мультфільму та графіки Джо Куберта, заснована Джо та Мюріель Куберт, починає навчати свій перший клас студентів, серед яких Стівен Р. Біссетт, [13] Томас Єйтс і Рік Вейтч .
- У випуску №9 (вересень/жовтень) DC призупиняє публікацію Claw the Unconquered ; він знову піднімається з випуском №10 у 1978 році .
- Наслідуючи приклад DC, Marvel Comics підвищує ціни на свій стандартний комікс з 25 центів до 30 центів, зберігаючи кількість сторінок на рівні 36.
- I Promessi Paperi («Заручені качки») Едоардо Сегантіні та Джуліо Черкіні, пародія на «Заручених » Алессандро Манцоні з Дональдом Даком і Дейзі в ролях Ренцо та Люсії, з’являється в «Тополіно» .

### жовтень
- 4 жовтня : у газетах з’являється перший епізод знаменитого коміксу Стюарта Гемпла «Всередині Вуді Аллена» . [14]
- Жовтень : вийшов перший випуск британського комікс-журналу Captain Britain Weekly, в якому представлений дебют Кріса Клермонта та Герба Трімпа «Капітан Британія» .
- Жовтень : вийшов останній номер британського комікс-журналу Valiant .
- Il Corriere dei ragazzi (додаток Corriere della sera для підлітків) перейменовується на Corrier Boy і радикально змінює редакційну формулу: більше статей і менше коміксів. Нова тенденція призведе до якісного падіння та закриття журналу. [15]
- Перший епізод « На фальшивих землях » П’єра Крістіна та Жана-Клода Мезьєра з’являється в Pilote .

### Листопад
- Вийшов фінальний номер бельгійського комікс-журналу Samedi-Jeunesse .
- Marvel скасовує 6 поточних видань: Amazing Adventures (том 2), Chamber of Chills, Jungle Action, Marvel Feature, Skull the Slayer і назву журналу Curtis Magazine Unknown Worlds of Science Fiction .
- У випуску №44 DC відроджує Teen Titans vol. 1, яка почалася в 1966 році і припинила виходити в 1973 році .
- Серджіо Бонеллі публікує збірку Un uomo un avventura (Людина, пригода), яка представляє самодостатній графічний роман в Італії. Перший випуск — «Людина з Хартума» Серхіо Топпі, а наступного місяця — «Людина з Зулуленду» Джино д'Антоніо . У наступні роки всі найважливіші італійські карикатуристи (від Пратта до Бонві, від Крепакса до Манари ) роблять свій внесок у серію. [16]
- Sandopaper e la perla di Labuan (Сандопапер і перлина Лабуана), Мікеле Гаццарі та Джован Баттіста Карпі, пародія на «Тигри з Момпрацема» Еміліо Сальгарі з Дональдом Даком у ролі Сандокана, з’являється на Topolino .

### Грудень
- 2 грудня : опубліковано останній епізод багаторічного дитячого коміксу Ґоммара Тіммерманса Fideel de Fluwelen Ridder . [17]
- Marvel Comics запускає третю поточну серію про Людину-павука «Пітер Паркер, Чудова Людина-павук» .
- Перший епізод Colombo, tragedia di un bighellone (Коломбо, трагедія Дальє) Франческо Тулліо Альтана з’являється в італійському журналі Linus . Комікс безжально висміює Христофоро Колумба як жадібного та вульгарного авантюриста та педофіла. [18]
- Ганс Г. Крессе та Ло Хартог ван Банда отримують Stripschappris . [19]

## Народження

### липень
- 12 липня : Туоно Петтінато, італійський автор коміксів та ілюстратор ( Гарібальді. Resoconto veritiero delle sue valorose imprese, a uso delle giovini menti ), (d. 2021 ). [20] [21]

## Смерті

### січня
- 22 січня : Флетчер Хенкс, американський художник коміксів ( «Табу», «Чарівник джунглів», «Великий червоний Маклейн», «Стардаст — супер чарівник», « Космічний Сміт », «Фантома», «Таємнича жінка джунглів ») помер у віці 88 років від переохолодження . [22]
- 26 січня : Фред Мігер, американський художник коміксів (малював різні комікси вестерну), помер у віці 73 років [23]
- 30 січня : Вільям Джуре, американський ілюстратор і художник коміксів (продовження Тарзана, допомагав Баку Роджерсу, Флешу Гордону та Еппл Мері ), помер у віці 72 років [24]

### Лютий
- 27 лютого : Ліуе Бролсма, голландський прозаїк і автор коміксів (сценарій Kopkewoartel, малюнок Ніко Оелофф [25] ), помер у віці 63 років.

### березень
- 2 березня : Віллі Мерфі, американський художник коміксів ( Flamed-Out Funnies ), помер від пневмонії приблизно у віці 38 років [26]
- 8 березня : у віці 66 років помер Ромер Зейн Грей, американський аніматор і автор коміксів (« Король королівських кінних тварин ») [27]
- 19 березня : Еміліо Фрейксас, іспанський художник коміксів та ілюстратор ( El Capitàn Misterio ), помер у віці 76 років [28]
- 24 березня : Е. Х. Шепард, британський ілюстратор і карикатурист ( «Вітер у вербах», «Вінні-Пух», « Панч» ), помер у віці 96 років [29]

### квітень
- 1 квітня : Макс Ернст, німецький художник, скульптор, графік, поет і художник коміксів ( Une Semaine de Bonté ), помер у віці 84 років.
- 9 квітня : Еміліо Бойкс, іспанський художник коміксів, помер у віці 67 років [30]

### Може
- Травень : Сесіл Дженсен, американський карикатурист і художник коміксів ( Маленька Деббі ), помер у віці 74 років [31]

### червень
- 5 червня : Хенк Бекер, голландський художник коміксів ( Yoebje en Achmed, Tripje en Liezebertha ), помер у віці 77 років [32]
- 19 червня : Майк Аренс, американський аніматор і художник коміксів ( комікси Disney, продовження Скемп ), помер у віці 60 років [33]
- 21 червня : Альбер Дюбу, французький ілюстратор, карикатурист, скульптор, карикатурист і художник коміксів, помер у віці 71 року [34]
- 25 червня : Майк Хаббард, ірландсько-британський художник коміксів ( Джейн Бонд, Таємний агент, продовження Джейн ), помер у віці 74 років [35]

### липень
- 5 липня : Френк Белламі, британський художник коміксів ( «Фрейзер з Африки», «Герос Спартанець », «Гарт», продовження Ден Дейр ), помер у віці 59 років [36]

### Вересень
- 6 вересня : Ганс Дукро, голландський художник коміксів (створив комікс Sjors en de Verschrikkelijke Sneeuwman ), помер у віці 52 років [37]

### Листопад
- 6 листопада : Гус Хенс, голландський художник, ілюстратор і художник коміксів ( Джим ен Сім, професор Бертіні ), помер у віці 68 років [38]

### Грудень
- 5 грудня : Тек Найт, американський аніматор і художник коміксів ( My Big Brudder, Baby Sister, Li'l Folks ), помер у віці 81 року [39]
- 6 грудня : П’єр Донга, він же П’єр Дюффур, французький художник коміксів та ілюстратор, помер у віці 68 років [40]
- 27 грудня : Андре Дайкс, французький аніматор і художник коміксів ( Professeur Nimbus ), помер у віці 75 років [41]

### Конкретна дата невідома
- Жерар Дорвіль, французький художник коміксів ( Альфред, Огюст і Пополь ), помер у віці 42 або 43 років [42]
- Клайд Льюїс, американський художник коміксів ( Hold Everything, Herky, Snickeroos ( Pvt. Бак )), помирає у віці 65/75 або 66/76 років. [43]
- Джек Монк, британський художник коміксів ( Бак Райан ), помер у віці 71 або 72 років [44]
- Френк Роберг, американський художник коміксів ( «Нудник», «Квартири містера Фіца» ), можливо, помер цього року. Якби так, йому було б 59 або 60 років. [45]
- Том Шредер, американський художник коміксів ( «Адам і Стів »), помер у віці 90 або 91 року [46]
- Джордж Сторм, американський художник коміксів ( Боббі Тетчер ), помер у віці 82 або 83 років [47]
- Ед Вердьє, американський художник коміксів ( Маленька Енні Руні ), помер у віці 88 або 89 років [48]

## Конвенції
- Lancaster Comic Art Convention (Lancaster, Pennsylvania) — produced by Chuck Miller and Charlie Roberts
- Pittcon '76 (Pittsburgh, Pennsylvania)
- January: Cincinnati Comic Convention (Netherland Hilton, Cincinnati, Ohio) — 2nd annual show; guests include Frank Brunner, Steve Gerber, Mary Skrenes, and Martin Pasko
- February 27–29: Super DC Con '76 (Americana Hotel, New York City) — organized by Phil Seuling to celebrate Superman's birthday; guests include Jerry Siegel, Joe Shuster, and Julius Schwartz
- March 19–21: Comics 101 (Mount Royal Hotel, London, England) — organized by Denis Gifford to celebrate the 101st year of British comics; guests include John M. Burns, Ron Embleton, Don Lawrence, Frank Hampson, Alan Class, Mick Anglo, Stanley White, and Steve Dowling; presentation of the Ally Sloper Awards[49]
- April: Mid-America Comic Convention (Holiday Inn North, Cincinnati, Ohio) — 2nd annual show
- April 23–25: Marvel-Con '76 (Hotel Commodore, New York) — 2nd annual show; guests include Stan Lee, Jack Kirby, Roy Thomas, and John Buscema
- April 30 – May 2: Underground '76 (Pauley Ballroom, University of California, Berkeley, Berkeley, California) — another iteration of Berkeleycon (first held in 1973), organized by Clay Geerdes/Comix World
- Summer: Atlanta Fantasy Fair (Marriott Downtown, Atlanta, Georgia) — official guests include Frank Brunner, Steve Gerber, Dick Giordano, and Kenneth Smith
- June 11–14: D-Con (Sheraton Hotel, Dallas, Texas)[50]
- June 17–20: Houstoncon '76/Star Trek '76 (Royal Coach Inn, Houston, Texas)[50] — guests include George Takei, Grace Lee Whitney, and Johnny Weissmuller
- July 16–18: Omnicon (Convention Center Ramada Inn, Louisville, Kentucky) — produced by Don Rosa and James Van Hise; guests include Frank Brunner, DeForest Kelley, and Michael Kaluta. (Omnicon was connected with Rivercon, a local Louisville convention.)
- July 2–6: Comic Art Convention (McAlpin Hotel, 34th Street and Broadway, New York City)
- July 2–4: Konvention of Alternative Komix "KAK 76" (The Arts Lab, Tower Street, Birmingham, England) — underground comix convention produced by the Birmingham Arts Lab (Paul Fisher and Hunt Emerson); guests include Chris Welch, Steve Bell, Bryan Talbot, Mike Higgs, and Suzy Varty[49]
- July 21–25: San Diego Comic-Con (El Cortez Hotel, San Diego, California) — 3,000+ attendees, special guests include Sergio Aragonés, Mel Blanc, Milton Caniff, Rick Griffin, Dale Messick, Joe Shuster, Noel Sickles, Don Thompson, Maggie Thompson
- August 6–8: Chicago Comicon (Playboy Towers Hotel, Chicago, Illinois) — produced by Joe Sarno and Mike Gold. Special guests: Stan Lee, Jenette Kahn, Harvey Kurtzman, Mike Grell, and Tim Conrad
- August 21–22: Comicon '76 (British Comic Art Convention) (Regent Centre Hotel, London, England) — organized by Rob Barrow; guests include Paul Neary and Tony Weare; convention booklet features artwork by Dave Gibbons, John Bolton, Kevin O'Neill, Paul Neary, Brian Bolland, Ron Embleton, John M. Burns, Brian Lewis, Martin Asbury, Frank Hampson, John Romita, Sr., Bryan Talbot, and Hunt Emerson
- September 3–5: Spectrum Con 76 (Dunffey's Royal Coach Inn, Sugarland, Texas) — guests include Jim Steranko and Pat Boyette
- September 12: Comic Rama Con (Bergenfield/Dumont Jewish Center, Bergenfield, New Jersey) — guests include Jerry Iger[51]
- September 18–19:[50] OrlandoCon '76 (International Inn, Orlando, Florida) — guests include Jack Davis, Harvey Kurtzman,[51] and Floyd Gottfredson
- October: Detroit Triple Fan Fair (Detroit, Michigan) — 11th edition of the fair; guests include Joe Kubert, John G. Fuller, and Mike Nasser
- October 1–3: Fourth Dimension Con (Kent State University, Kent, Ohio) — guests include Frederik Pohl, Will Eisner, Val Mayerik, Paul Gulacy, and Harlan Ellison[51]
- October 22–24: Newcon '76 (New England Comic Art Convention) (Howard Johnson's 57 Hotel, Boston, Massachusetts) — guests include Jim Steranko, Michael Kaluta, Dick Giordano, Harvey Kurtzman, Gil Kane, Carl Barks,[51] and John Stanley
- November 20–21: Sonja-Con (Travel Lodge, Mt. Laurel, New Jersey) — two-day convention dedicated to Red Sonja, produced by Delaware Valley Comic Art Convention; official guests include Frank Thorne, Dave Cockrum, Gene Colan,[51] Joe Staton, Dick Giordano, and Bob Layton[52]
- November 26–28: Big Comicon Creation Convention (Statler Hilton Hotel, New York City) — 4,500 attendees; official guests include Ralph Bakshi, Jenette Kahn, Michael Kaluta, Jeff Jones, Gil Kane, Steve Gerber, Nicola Cuti, Bob Smith, Alex Niño, Martin Pasko, Marv Wolfman, Jim Steranko, Howard Chaykin, Joe Staton, Jerry Iger, and Len Wein[51]

## Нагороди

### Орлині нагороди
Двоє британських шанувальників коміксів, Майк Конрой і Річард Бертон, засновують нагороду Eagle Awards, названу на честь давньої назви британського коміксів Eagle . Перший набір нагород вручається в 1977 році на Comicon '77 за комікси, опубліковані в 1976 році:
- Улюблений комікс (драматичний) : Uncanny X-Men [53]
- Улюблений журнал коміксів (драматичний) : Savage Sword of Conan [53]
- Улюблена команда : Uncanny X-Men
- Улюблений комікс (гумор) : Говард Качка, Стів Гербер [53]
- Улюблений новий комікс : качка Говард, автор Стів Гербер [53]
- Улюблений комікс : «Чотири пера смерті! : або Enter the Duck," Howard the Duck #3, by Steve Gerber and John Buscema ' [53]
- Улюблене продовження коміксів : Майстер кунг-фу №48–51 , Дуг Монч і Пол Гуласі
- Улюблений персонаж коміксів : Варвар Конан [53]
- Улюблений автор коміксів : Рой Томас
- Улюблений автор коміксів (Великобританія) : Кріс Клермонт [53]
- Улюблена назва Великобританії : House of Hammer
- Дошка пошани : Стен Лі

## Перші випуски за назвою

### Комікси DC
бліцкриг
Випуск : січень/лютий. Сценарист : Роберт Канігер . Художник: Рік Естрада . 
DC Super Stars : переважно назва перевидання.
Випуск : березень. Редактор : Е. Нельсон Брідвелл .
Four Star Spectacular : назва перевидання.
Випуск : березень/квітень. Редактор : Е. Нельсон Брідвелл .
Борці за свободу
Випуск : березень/квітень. Сценаристи : Джеррі Конвей і Мартін Пасько . Художники : Рік Естрада та Майк Роєр .
Ісіс
Вихід : жовтень/листопад Автор : Денні О'Ніл . Художники : Рік Естрада та Воллі Вуд .
Karate Kid
Випуск : березень/квітень. Сценаристи : Пол Левіц . Художники : Рік Естрада та Джо Стейтон . 
Кобра
Випуск : лютий/березень. Сценаристи : Джек Кірбі, Стів Шерман і Мартін Пасько . Художники : Джек Кірбі та Пабло Маркос .
ганчірка
Випуск : серпень/вересень. Сценаристи : Боб Канігер . Художники : Джо Куберт і Redondo Studio . 
Таємне товариство суперлиходіїв
Випуск : травень/червень. Сценаристи : Джеррі Конвей . Художники : Пабло Маркос і Боб Сміт . 
Зоряний вогонь
Випуск : серпень. Сценарист : Девід Мікеліні . Художник : Майк Восбург .
Супер друзі
Випуск : листопад. Сценарист : Е. Нельсон Брідвелл . Художники: Рік Естрада,  Джо Орландо та Вінс Коллетта .
Воєначальник
Випуск : січень/лютий. Сценарист/Художник : Майк Грелл . 
Ласкаво просимо назад, Коттер
Випуск : листопад. Сценарист : Елліот Маггін . Художники : Джек Спарлінг і Боб Окснер . 

### Комікси Marvel
2001: Космічна одіссея
Випуск : грудень. Сценарист : Джек Кірбі . Художники : Джек Кірбі та Майк Роєр .
Captain Britain Weekly
Випуск : 13 жовтня Marvel UK . Редактор : Ларрі Лібер .
Вічні
Випуск : липень. Сценарист : Джек Кірбі . Художники : Джек Кірбі та Джон Верпортен . 
Притулок жахів
Випуск : травень журналами Curtis . Редактор : Рой Томас .
Качка Говард
Випуск : січень. Сценарист : Стів Гербер . Художники : Френк Бруннер і Стів Лейалоха . 
Класичні комікси Marvel
Випуск : Січ. Редактор : Вінсент Фаго .
Нова
Випуск : вересень. Сценаристи : Марв Вулфман . Художники : Джон Бушема та Джо Сінотт . 
Омега Невідомий
Випуск : березень. Сценаристи : Мері Скренес і Стів Гербер . Художник : Джим Муні . 
Пітер Паркер, Вражаючий Людина-павук
Випуск : грудень. Сценарист : Джеррі Конвей . Художники : Сал Бушема, Майк Еспозіто та Дейв Хант . 

### Інші видавництва
Дія
Випуск : 14 лютого журналами IPC . Редактор : Пет Міллс .
Акім
Американська пишність
Реліз : Харві Пекар . Сценарист : Харві Пекар .
Куля
Випуск : лютий компанією DC Thomson &amp; Co. Ltd.
Коул Блек Комікс
Реліз Rocky Hartberg Productions Сценарист і художник: Rocky Hartberg
ЛаЛа
Випуск : липень від Hakusensha
Нік Картер
Випуск : March.by Edizioni Cenisio (Італія).
Шторм
Випуск : Big Balloon (голландський). Художник : Дон Лоуренс .
Супер Альманакко Паперіно
Випуск : грудень від Mondadori . Перевидання класичних оповідань Дональда Дака .
Twisted Sisters
Випуск : червень від Last Gasp . Сценаристи/художники : Алін Комінскі та Даян Нумін .

## Скасовані назви

### Комікси Чарльтона
- Doomsday + 1, з випуском №6 (травень) — відроджено в 1978 році як назву для перевидання
- Midnight Tales, випуск №18 (травень)

### Комікси DC
- 1-й спеціальний випуск, з випуском №13 (квітень)
- Beowulf, Dragon Slayer, випуск №6 (березень)
- Blitzkrieg, випуск №5 (вересень /жовтень)
- Джокер, випуск №9 (вересень/жовтень)
- Kong the Untamed, випуск №5 (лютий/березень)
- Людина-Кажан, з випуском №2 (лютий/березень)
- Phantom Stranger vol. 2, з випуском №41 (лютий/березень)
- Пльоп!, з випуском №24 (листопад /грудень )
- Swamp Thing, випуск №24 (серпень/вересень)
- Сім'я Тарзана, випуск №66 (листопад/грудень)
- Tor, з проблемою №6 (березень/квітень)

### Комікси «Золотий ключ».
- Golden Comics Digest, випуск №48 (січень)
- Дайджест коміксів Уолта Діснея, випуск №57 (лютий)

### Комікси Харві
- Крапочка, випуск №164 (квітень)
- Little Lotta, випуск №120 (травень)
- Грайлива маленька Одрі, випуск №121 (квітень)

### Комікси Marvel
- Дивовижні пригоди том. 2, з випуском №39, Marvel скасовує назву антології (листопад)
- Astonishing Tales, випуск №36 (липень)
- Chamber of Chills, випуск №25 (листопад)
- Jungle Action, випуск №24 (листопад)
- Marvel Feature vol. 2, з випуском №7 (листопад )
- Skull the Slayer, випуск №8 (листопад)
- Невідомі світи наукової фантастики, випуск №6 ( журнали Curtis, листопад)

### Інші видавництва
- Arcade, з випуском №7 ( The Print Mint, осінь)

## Початкова поява за іменем персонажа

### Комікси DC
- Піковий туз, у Джокері №05 (лютий)
- Атомний череп (Альберт Майкл), у Супермені #303 (вересень)
- Чорний павук, у Detective Comics #463 (вересень)
- Blackrock, у Action Comics №458 (квітень)
- Бамблбі (Карен Бічер) у фільмі «Юні титани» №45 (грудень)
- Калькулятор, у Detective Comics #463 (вересень)
- Captain Stingaree, у Detective Comics #460 (червень)
- Кодове ім’я: Assassin, у першому спеціальному випуску №11 (лютий)
- Дебора Камілла Дарнелл, у Таємному товаристві суперлиходіїв #01 (травень/червень)
- Duela Dent, у Batman Family #06 (липень/серпень)
- Грімбор, ланцюжник, у Superboy and the Legion of Super-Heroes #221 (листопад)
- Isis, в Isis #01 (жовтень/листопад)
- Earthman, у Superboy and the Legion of Super-Heroes #218 (липень)
- Kobra, в Kobra #01 (лютий)
- Лорел Кент, у Superboy #217 (червень)
- Machiste, у The Warlord #02 (березень)
- Пол Кірк III у Таємному товаристві суперлиходіїв №01 (червень)
- Аутсайдери, у 1-му спеціальному випуску №10 (січень)
- Power Girl, у All Star Comics #58 (січень/лютий) [2]
- Ragman, у Ragman #01 (серпень/вересень)
- Revenger, у Karate Kid #03 (серпень)
- Starfire, у Starfire #01 (серпень)
- Мікаал Томас, у першому спеціальному випуску №12 (березень)
- Skull, у Superman #301 (липень)
- Леслі Томпкінс, у Detective Comics #457 (березень)
- Tyroc, у Superboy and the Legion of Super-Heroes #216 (квітень)
- Венді, Марвін і Чудо-пес, у Супердрузі №1 (листопад)

### Комікси Marvel
- Амфібія, в Месниках #145 (березень)
- Арон, у Captain Marvel #39 (липень)
- Чорний Кіготь (Семюель Барон), в Месниках №152 (жовтень)
- Чорношкірий Том Кессіді, у Uncanny X-Men #101 (жовтень)
- Blizzard (Грегор Шапанка), в Iron Man #86 (травень)
- Бетсі Бреддок, у Captain Britain Weekly №8 (грудень)
- Джеймі Бреддок, у журналі Captain Britain Weekly №9 (грудень)
- Дмитро Бухарін, в Iron Man #109 (квітень)
- Bullseye, у Daredevil #131 (березень)
- Captain Britain, у Captain Britain Weekly #1 (13 жовтня)
- Капітан Ультра, у Фантастичній четвірці №177 (грудень)
- Небожителі
  - Arishem the Judge, у The Eternals #2 (серпень)
  - Exitar the Exterminator, у Thor #387 (липень)
  - Gammenon the Gatherer, у The Eternals #4 (жовтень)
- Кондор, в Нова №2 (жовтень)
- Корупціонер, у Новій №4 у (грудень)
- Darkstar, у Champions #7 (серпень)
- Джин ДеВольф, у Marvel Team-Up #48 (серпень)
- The Eternals, у The Eternals #1 (липень)
  - Ajak, у The Eternals #2 (серпень)
  - Domo, у The Eternals #5 (листопад)
  - Ікаріс, у The Eternals #1 (липень)
  - Маккарі, у The Eternals #1 (липень)
  - Серсі, у The Eternals #3 (вересень)
  - Thena, у The Eternals #5 (листопад)
  - Зурас, у The Eternals #5 (листопад)
- Гвардієць (Майкл О'Браєн), у фільмі «Залізна людина» №82 (січень)
- Hellcat, в Месниках №144 (лютий)
- Людина-муха (Річард Дікон), у The Amazing Spider-Man Annual #10
- Ураган (Альберт Поттер), у Captain Britain #3 (27 жовтня)
- Jigsaw, у The Amazing Spider-Man №162 (листопад)
- Shen Kuei, у Master of Kung Fu #38 (березень)
- Mirage, у The Amazing Spider-Man #156 (травень)
- Ліландра Нерамані, в Людях Ікс #97 (лютий)
- Нова, в Новій №1 (вересень)
- Rampage, у Champions #5 (квітень)
- Аманда Сефтон, Uncanny X-Men #98 (квітень)
- Star-Lord, у Marvel Preview #4 (січень) [66]

### Інші видавництва
- Big Sleeping, в <i id="mwBp4">Il mago</i> (квітень) [67]
- Кандракс, друїд надзвичайних психічних сил, антагоніст Загора (червень) [68]
- Крісс Бойд, художник Невіо Зеккара, агент Ради Безпеки Галактики, обдарований паранормальними здібностями, на Il giornalino (жовтень)
- Стефі (Стефанія Морандіні), Грація Нідасіо, молодша сестра Валентини Мела Верде, на Il corriere dei piccoli (жовтень)
- Шторм (Дон Лоуренс), у Штормі